# Cantonul Nangis
Cantonul Nangis este un canton din arondismentul Provins, departamentul Seine-et-Marne, regiunea Île-de-France , Franța.

## Comune
- Bannost-Villegagnon
- Bezalles
- Boisdon
- La Chapelle-Rablais
- Châteaubleau
- La Croix-en-Brie
- Fontains
- Frétoy
- Gastins
- Jouy-le-Châtel
- Maison-Rouge
- Nangis (reședință)
- Pécy
- Rampillon
- Saint-Just-en-Brie
- Vanvillé
- Vieux-Champagne